# Liste der denkmalgeschützten Objekte in Wernstein am Inn
Die Liste der denkmalgeschützten Objekte in Wernstein am Inn enthält die denkmalgeschützten, unbeweglichen Objekte der Gemeinde Wernstein am Inn im Bezirk Schärding (Oberösterreich).

## Denkmäler
| Foto |                 | Denkmal                                                                      | Standort                                            | Beschreibung | Metadaten |
| ---- | --------------- | ---------------------------------------------------------------------------- | --------------------------------------------------- | --- | --- |
| ja   | Datei hochladen | Mariensäule HERIS-ID: 79046 Objekt-ID: 92716                                 | Burgplatz 1, in der Nähe Standort KG: Wernstein     | Die Säule ist 17 m hoch und besteht aus Sandstein und Granit. Sie wurde 1646 von Johann Jacob Pock geschaffen. Als Vorbild diente die Mariensäule von München. Sie erinnert an ein Gelübde Kaiser Ferdinand III. während der Bedrohung Wiens durch schwedische Soldaten zur Zeit des Dreißigjährigen Krieges. Kaiser Leopold I. schenkte die Säule 1667 Graf Sinzendorf, der sie von Wien nach Wernstein bringen ließ. | BDA-Hist.: Q1427191 Status: § 2a Stand der BDA-Liste: 2025-06-30 Name: Mariensäule GstNr.: .56 Mariensäule (Wernstein am Inn)                                           |
| ja   | Datei hochladen | Kriegerdenkmal HERIS-ID: 79047 Objekt-ID: 92717                              | bei Kirchenplatz 11 Standort KG: Wernstein          | Das Kriegerdenkmal wurde 1953 von Alois Dorn als Mahnmal für die Opfer beider Weltkriege geschaffen. | BDA-Hist.: Q38153706 Status: § 2a Stand der BDA-Liste: 2025-06-30 Name: Kriegerdenkmal GstNr.: 167                                                                      |
| ja   | Datei hochladen | Kubin-Grab HERIS-ID: 79040 Objekt-ID: 92710                                  | Kirchenplatz 11, in der Nähe Standort KG: Wernstein | Alfred Kubin starb am 20. August 1959 in Zwickledt. Sein Grab befindet sich am Friedhof in Wernstein am Inn. | BDA-Hist.: Q38153687 Status: § 2a Stand der BDA-Liste: 2025-06-30 Name: Kubin-Grab GstNr.: .12/1 Grave of Alfred Kubin                                                  |
| ja   | Datei hochladen | Kath. Pfarrkirche hl. Georg und Friedhof HERIS-ID: 52708 Objekt-ID: 60199    | Kirchenplatz Standort KG: Wernstein                 | Ein einschiffiger, spätgotischer Bau aus dem Ende des 15. Jahrhunderts mit zwei Betonanbauten von 1966/67. | BDA-Hist.: Q25929512 Status: § 2a Stand der BDA-Liste: 2025-06-30 Name: Kath. Pfarrkirche hl. Georg und Friedhof GstNr.: .12/1 Pfarrkirche hl. Georg (Wernstein am Inn) |
| ja   | Datei hochladen | Aufbahrungshalle HERIS-ID: 79038 Objekt-ID: 92708                            | Kirchenplatz 2 Standort KG: Wernstein               | In der Aufbahrungshalle befinden sich Betonglasfenster, die 1963 von Margret Bilger geschaffen wurden und die Sieben Schmerzen Mariä darstellen. | BDA-Hist.: Q38153678 Status: § 2a Stand der BDA-Liste: 2025-06-30 Name: Aufbahrungshalle GstNr.: 329/6                                                                  |
| ja   | Datei hochladen | Kubin-Wegkreuz HERIS-ID: 79084 Objekt-ID: 92754                              | bei Zwickledt 7 Standort KG: Zwickledt              | Holzkruzifix aus dem 19. Jahrhundert | BDA-Hist.: Q38153781 Status: § 2a Stand der BDA-Liste: 2025-06-30 Name: Kubin-Wegkreuz GstNr.: 511                                                                      |
| ja   | Datei hochladen | Museum, Kubin-Haus, ehem. Schloss Zwickledt HERIS-ID: 79083 Objekt-ID: 92753 | Zwickledt 7 Standort KG: Zwickledt                  | Der Landsitz im Renaissance- und Barockstil wurde 1567 erstmals urkundlich erwähnt und 1906 von Alfred Kubin erworben, der bedeutende Veränderungen vornahm. Das Wohnhaus, ein zweigeschoßiger Rechteckbau, verfügt über weitgehend original erhaltene Einrichtung aus dem Besitz Kubins und wird als Museum geführt; das Wirtschaftsgebäude dient als Ausstellungs- und Veranstaltungsraum.                           | BDA-Hist.: Q1587883 Status: § 2a Stand der BDA-Liste: 2025-06-30 Name: Museum, Kubin-Haus, ehem. Schloss Zwickledt GstNr.: .44/1 Schloss Zwickledt                      |